# Alan
Alan je moško osebno ime.

## Izvor imena
Ime Alan je različica moškega osebnega imena Alen.

## Pogostost imena
Po podatkih Statističnega urada Republike Slovenije je bilo na dan 31. decembra 2007 v Sloveniji število moških oseb z imenom Alan: 508.

## Osebni praznik
Osebe z imenom Alan lahko godujejo takrat kot osebe z imenom Alen.

## Znane osebe
- Alan Bartlett Shepard Jr., prvi Američan, ki je poletel v vesolje